# Antoni Trembulak
Antoni Bronisław Trembulak (ur. 10 czerwca 1927 w Wierzbowczyku, zm. 10 kwietnia 2014) – polski działacz partyjny i państwowy, wojewoda wałbrzyski od 1975 do 1981.

## Życiorys
Syn Stanisława i Marii z d. Kiełbowicz. Ukończył studia prawnicze, uzyskując tytuł magistra. Od 1951 członek Polskiej Zjednoczonej Partii Robotniczej. Od 1956 do 1957 słuchacz Centralnej Szkoły Partyjnej im. J. Marchlewskiego w Warszawie. Od 1954 do 1975 nieprzerwanie członek Komitetu Wojewódzkiego PZPR we Wrocławiu. Przewodniczący Prezydium Powiatowej Rady Narodowej w Wołowie (1952–1954), Świdnicy (1954–1956), Złotoryi (1957–1963), Legnicy (1963–1966) i Zgorzelcu (1966–1971). Od 1972 kierował Wojewódzką Komisją Kontroli Partyjnej i był członkiem Egzekutywy KW PZPR we Wrocławiu. Został wojewodą wałbrzyskim w 1975 roku, funkcję pełnił do lipca 1981, kiedy to nowym wojewodą został Władysław Piotrowski.
W 1999 z żoną Danutą zostali odznaczeni Medalem za Długoletnie Pożycie Małżeńskie.
Pochowany na cmentarzu komunalnym w Wołowie.